# Simangambat (Siabu)
Simangambat is een bestuurslaag in het regentschap Mandailing Natal van de provincie Noord-Sumatra, Indonesië. Simangambat telt 8001 inwoners (volkstelling 2010).